# Elgert
Elgert ist ein Stadtteil von Dierdorf im Landkreis Neuwied im nördlichen Rheinland-Pfalz mit einer Fläche von 552 ha und 419 Einwohnern (Stand: 31. Dezember 2006).

## Lage
Elgert liegt nördlich vom Stadtzentrum bei einer Höhenlage von 280 bis 327 m ü. NHN. Westlich von Elgert liegt die Ortsgemeinde Raubach die noch im Landkreis Neuwied liegt, östlich liegt die Ortsgemeinde Maroth im Westerwaldkreis.

## Geschichte
Elgert wurde im Jahre 1301 erstmals urkundlich erwähnt. Elgert ist ein alter Rodungsort wie die umliegenden Ortschaften Maroth, Hanroth, Goddert und Hilgert. Als früherer Name ist „Elgeroth“ anzunehmen.
Ursprünglich gehörte Elgert zur Grafschaft Sayn und bis 1584 zum Kirchspiel Roßbach (Westerwald). Die Einwohner wurden nach der Einführung der Reformation in der Grafschaft Sayn erst lutherisch und später reformiert. Nach der Landesteilung der Grafschaft Sayn im 17. Jahrhundert gehörte Elgert zur Grafschaft Sayn-Hachenburg.
Bis 1815 gehörte Elgert zum Kirchspiel Freirachdorf und wurde dann dem Kirchspiel Raubach zugeordnet.

## Eingemeindung
Im Rahmen der mit Wirkung vom 17. März 1974 ausgeführten Gebietsreform in Rheinland-Pfalz wurde die bis dahin selbstständigen Ortsgemeinde Elgert in die Stadt Dierdorf eingegliedert und ist seitdem ein Stadtteil von Dierdorf.

## Politik
Der Stadtteil Elgert ist gemäß Hauptsatzung ein Ortsbezirk der Stadt Dierdorf und verfügt über einen eigenen Ortsbeirat sowie einen Ortsvorsteher.
Der Ortsbeirat in Elgert besteht aus sieben Mitgliedern und dem ehrenamtlichen Ortsvorsteher als Vorsitzendem.
Marcel Jüttner wurde 2024 Ortsvorsteher von Elgert.
Sein Vorgänger war Manuel Seiler seit Juli 2014. Dessen Vorgänger war Karl-Heinz Schneider.